# ديف مور
ديف مور (بالإنجليزية: Dave Moore)‏ (17 ديسمبر 1959 في المملكة المتحدة - ) هو مدرب كرة قدم ولاعب كرة قدم بريطاني في مركز الدفاع. لعب مع غريمسبي تاون ونادي بلاكبول ونادي كارلايل يونايتد ونادي بوسطن يونايتد ودارلينجتون إف سى.

## وصلات خارجية
- ديف مور على موقع قاعدة بيانات كرة القدم.إي يو (الإنجليزية)
- ديف مور على موقع Soccerbase.com (مدرب) (الإنجليزية)